# Хыдыр-мечеть
Хыдыр-мечеть (азерб. Xıdır məscidi) — мечеть, расположенная в столице Азербайджана городе Баку, в  исторической части города Ичери-шехере (Улица Муслима Магомаева, 24).
Решением Кабинета Министров Азербайджанской Республики от 2 августа 2001 года №132 здание также было зарегистрировано как национальный памятник архитектуры.

## История
Построена в 1301 году, как показали раскопки 1988 года — на месте храма огнепоклонников. Здание было возведено на лестницах, что оказало своё влияние на архитектуру сооружения.
В 1988 году в нижнем этаже купола проводились археологические раскопки. Также после раскопок проводилась реставрация.

## Архитектурные особенности
Пропорциональное членение интерьера, композиционные приемы и каменные элементы четко выражены яркой резьбой, а благодаря михрабу с художественной выразительностью зал приобретает интересный вид. На южном фасаде мечети установлены прямые профилированные окна. По всему периметру мечети низкопрофильная корона выражает приемы восточной композиции.